# 第101独立参謀本部警護旅団 (ウクライナ軍)
第101独立参謀本部警護旅団（だい101どくりつさんぼうほんぶけいごりょだん、ウクライナ語: 101-ша окрема бригада охорони Генерального штабу ЗСУ）は、ウクライナ軍の旅団。ウクライナ軍参謀本部隷下。
ウクライナ軍の6軍種には属さずにウクライナ軍に直接従属している。

## 歴史

### ウクライナ軍

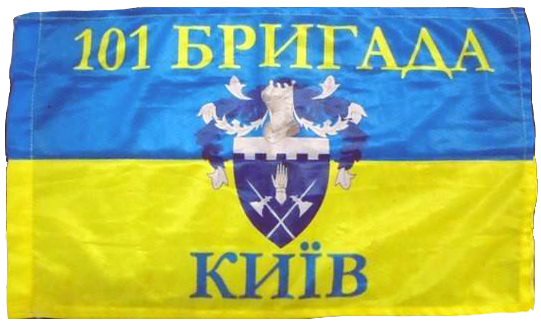
第101独立参謀本部警護旅団旗

第101旅団バッジ

1992年3月10日、ソビエト連邦の崩壊とウクライナの独立に伴い、ソビエト連邦軍キエフ軍管区隷下の第368独立警備大隊を基幹に創設された。同時にキエフ軍管区を基盤にウクライナ国防省、ウクライナ軍参謀本部が創設された。

### ドンバス戦争

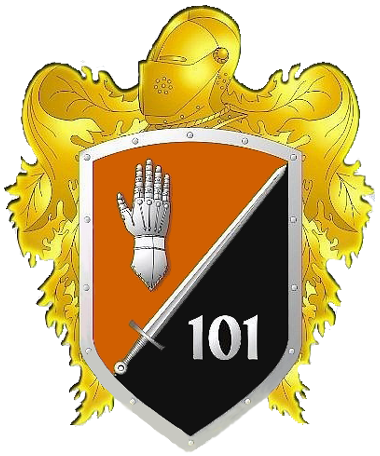
第101旅団記念バッジ

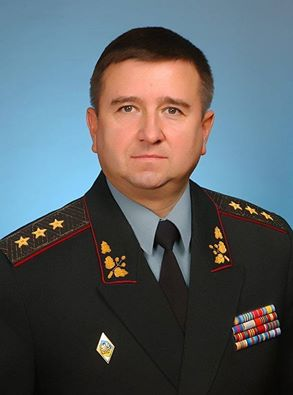
ヘナディ・ヴォロビョウ将軍

2014年8月からドンバス戦争で東部ドネツィク州に配備された。ウクライナ軍の兵力不足で初実戦配備となり、以後もローテーションで定期的に前線に展開した。
2021年8月23日、 ウォロディミル・ゼレンスキー大統領より、名誉称号「ヘナディ・ヴォロビョウ」を授与された。

### ロシアのウクライナ侵攻

#### 北部・キーウ戦線
2022年2月24日、ロシアのウクライナ侵攻で北部キーウ州に配備され、26日に首都キーウのウクライナ軍参謀本部に対するロシアの破壊工作員の攻撃を撃退した。同日にはキーウの地下鉄を警備していた分隊が友軍にロシアの破壊工作員と誤認され、フレンドリーファイアで戦死者8人の損害を受けた。27日以降はキーウ市外の防御でもロシア軍の進軍を遅らせて（キーウのロシア軍車列）4月にロシア軍はキーウ方面から撤退した。

#### 東部・バフムート戦線
2022年12月、激戦地の東部ドネツィク州バフムート地区に再配置され、バフムート南のトレツク方面に展開した。

#### 北東部・ハルキウ戦線
2024年6月、第2警備大隊がロシアと国境を接する北東部ハルキウ州に再配置され、友軍の救援でハルキウ方面に展開した。
2025年3月、防空大隊を基幹に第1027高射ミサイル連隊が創設され、陸軍司令部に転属した。

## 編制
- 旅団司令部（キーウ）
- 第1警備大隊
- 第2警備大隊
- 第3警備大隊
- 第4警備大隊
- 防空大隊

- 偵察中隊
- 通信中隊
- 整備中隊
- 補給中隊
- 衛生中隊
- NBC防護小隊
- 狙撃小隊
- 無人システム中隊